# Sacrow
Sacrow est une section de la municipalité de Potsdam, la capitale du Land de Brandebourg, en Allemagne.

## Description
Sacrow, situé sur le lac Sacrow et la Havel, est surtout connu pour son château et son parc, largement redessiné par Peter Joseph Lenné dans les années 1840, ainsi que pour la Heilandskirche située sur les rives du Jungfernsee, un lac de l'ère glacière.

## Histoire
Le village était une municipalité indépendante jusqu’à son incorporation à Potsdam le 1er avril 1939.

## Population
Au 31 décembre 2019, Sacrow comptait 145 habitants.